# Fredriksson, Kullhammar & Zetterberg
Fredriksson, Kullhammar & Zetterberg är en jazzgrupp som spelat i Stockholm sedan 2000. De spelar främst jazzstandards.
2005 spelade de in på Glenn Miller Café vilket resulterade i Gyldene tider-trilogin som gavs ut på Moserobie i en begränsad upplaga på 1 000 ex. År 2008 gjorde bandet en skiva för Ayler Records under namnet Gyldene Trion.

## Medlemmar
- Daniel Fredriksson - Trummor
- Jonas Kullhammar - Tenorsaxofon
- Torbjörn Zetterberg - Kontrabas

## Diskografi
- Gyldene Tider vol.1
- Gyldene Tider vol.2
- Gyldene Tider vol.3
- Live at Glenn Miller Café